# Meinhardt Raabe

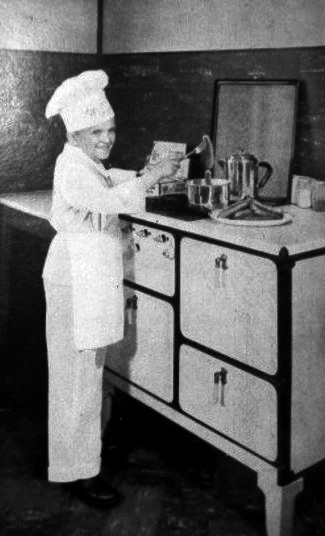
Meinhardt Raabe como "Pequeño Oscar" (Little Oscar).

Meinhardt Frank Raabe (2 de septiembre de 1915 - 9 de abril de 2010) fue un actor estadounidense. 

## Biografía
Raabe nació en Watertown, Wisconsin. Asistió a la Universidad de Wisconsin, donde se graduó en 1937.
Fue uno de los últimos actores que interpretaron a los habitantes de Munchkinland en El mago de Oz, y el último miembro del casting que tenía algún diálogo en la película en fallecer.
Pasó sus últimos días en una residencia para mayores en Penney Farms, Florida. Murió en un centro médico cercano a Orange Park el 9 de abril de 2010.